# Cupra Tavascan
La Cupra Tavascan è un'auto elettrica di tipo crossover SUV prodotta dalla casa automobilistica spagnola Cupra a partire dal 2023, sulla base della piattaforma Volkswagen MEB.
È commercializzata anche nel mercato cinese come Volkswagen ID. UNYX.

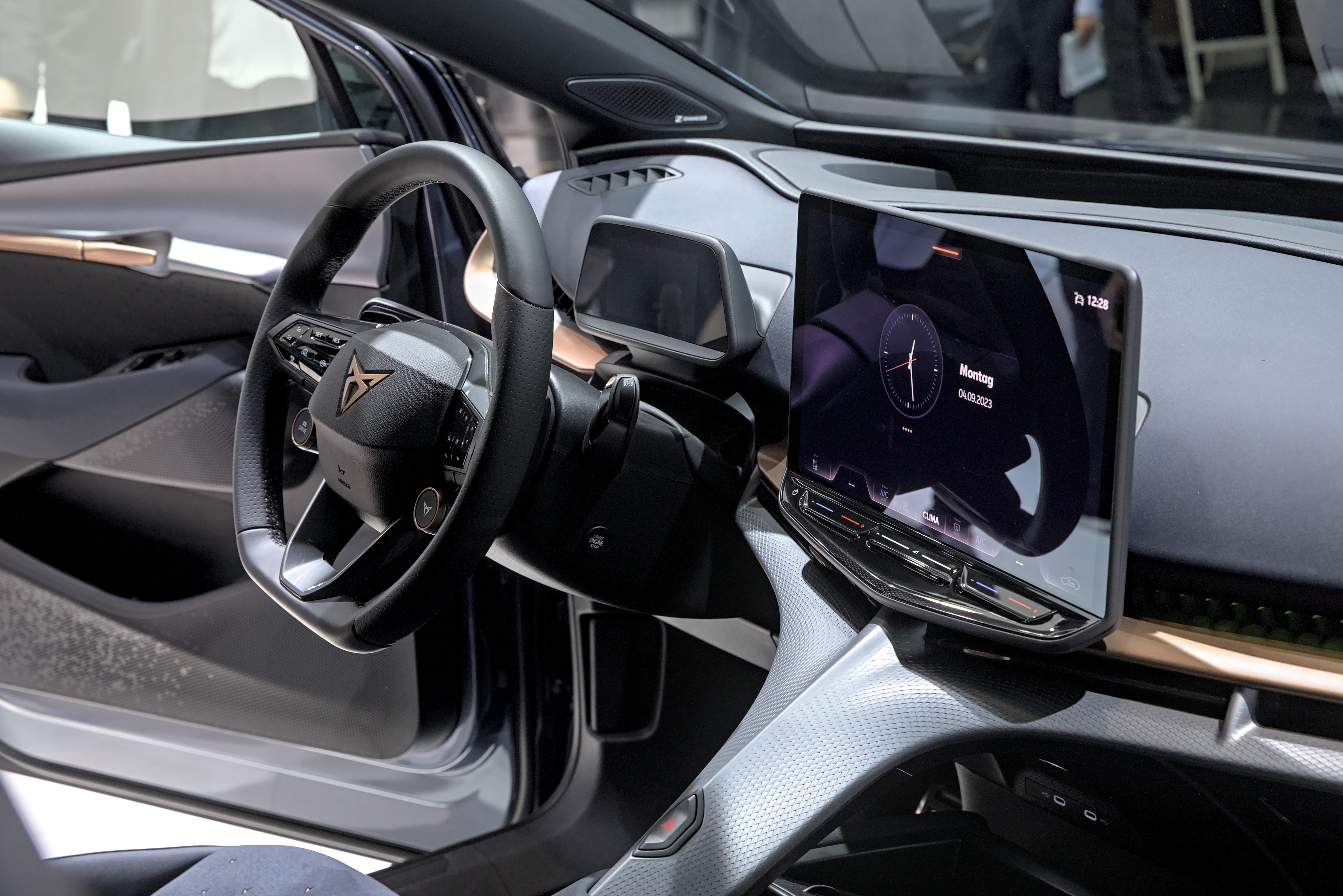
Interni

## Contesto

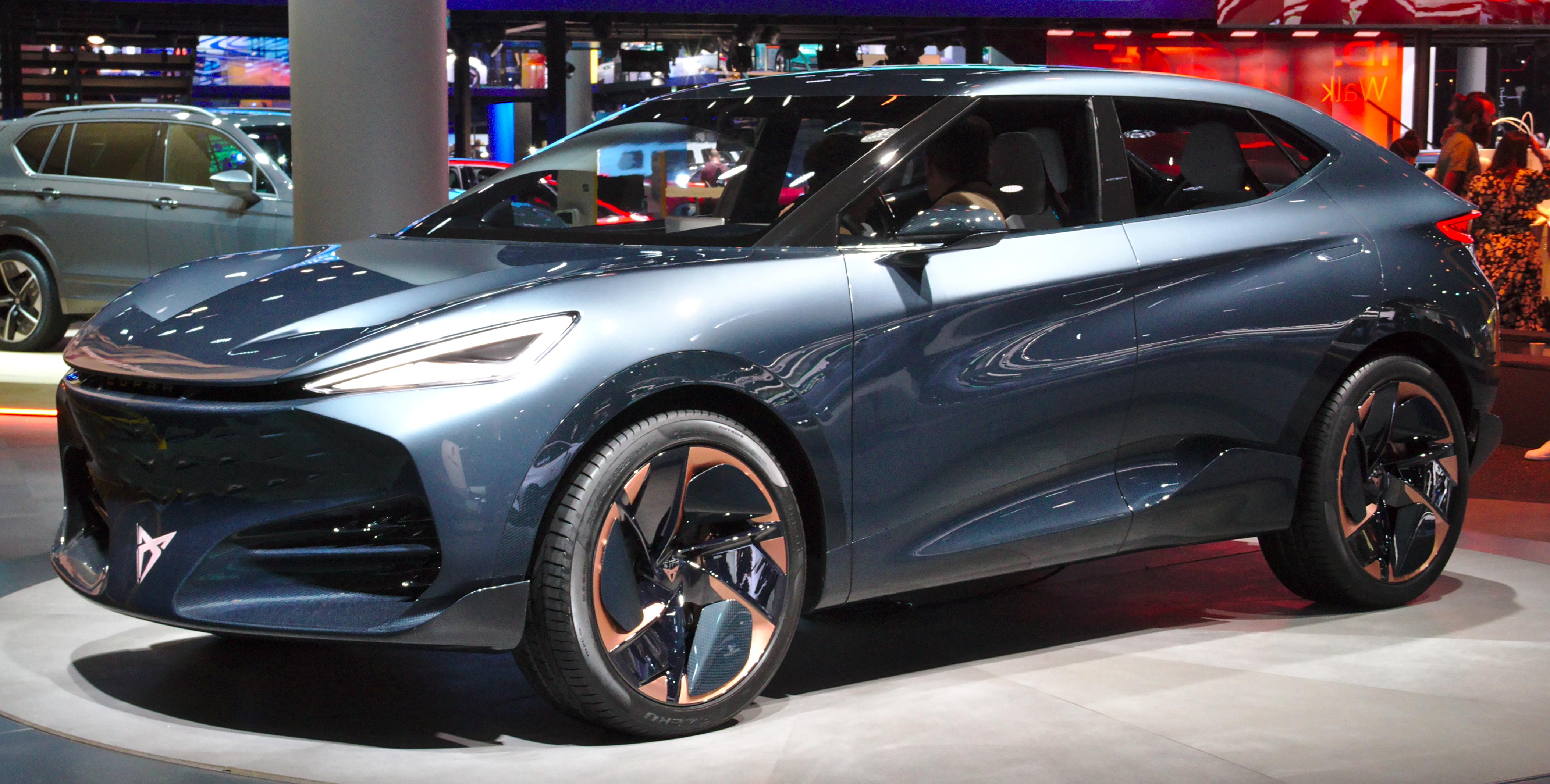
Tavascan concept 2019

### Prototipo
La vettura in veste di concept car è stata presentata per la prima volta al Salone di Francoforte 2019.
La concept car si basava sulla piattaforma MEB progettata per i veicoli elettrici del Gruppo Volkswagen, in particolare sulla Volkswagen ID.3. La vettura era dotata di due motori elettrici posizionati rispettivamente sugli assi anteriore e posteriore, che formavano la trazione integrale e generavano una potenza complessiva di 225 kW (302 CV). La batteria aveva una capacità di 77 kWh, garantendo un'autonomia stimata di circa 450 km.

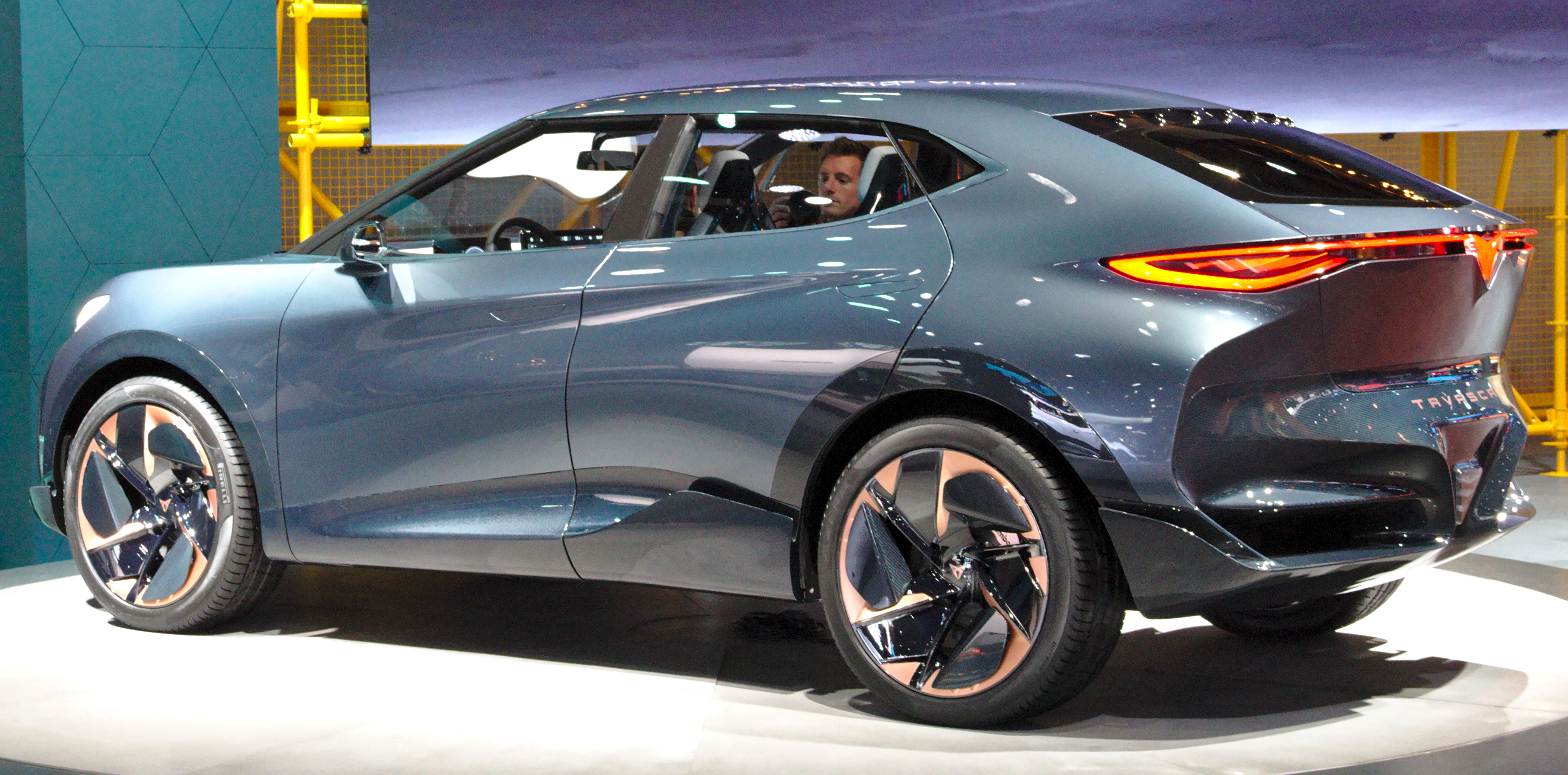
Cupra Tavascan Concept

### Versione definitiva
Nel marzo 2021 ne è stata confermata la progettazione e la produzione in serie, con il lancio ufficiale avvenuto nell'aprile 2023.
La presentazione ufficiale della versione definitiva è stata anticipata dalla diffusione di alcune immagini teaser nel marzo 2023, in un video realizzato in collaborazione con la cantautrice spagnola Rosalía. La versione di serie, che ha debuttato il 21 aprile 2023, è dotata della stessa base tecnico-meccanica e della batteria da 82 kWh della Volkswagen ID.5, con la versione di punta che ha una potenza di 335 CV (250 kW) e un'autonomia stimata di circa 550 km.
La costruzione della vettura avviene in Cina dalla filiale locale Volkswagen Anhui, una società nata in joint venture tra la Volkswagen e la cinese JAC Motors.